# Compagnies franches de la Marine en Acadie
 (février 2024).
Si vous disposez d'ouvrages ou d'articles de référence ou si vous connaissez des sites web de qualité traitant du thème abordé ici, merci de compléter l'article en donnant les références utiles à sa vérifiabilité et en les liant à la section « Notes et références ».
Les Compagnies franches de la Marine de l'Acadie sont un détachement de les Compagnies franches de la marine envoyé par Louis de Buade de Frontenac pour y tenir garnison. En 1685, on note un officier et 30 soldats. Deux ans plus tard, il y a 90 soldats et un officier. En 1691, il y a  cinq officiers et 40 soldats qui s'y trouvent. En 1696, on réorganise les troupes de façon qu'elles soient conformes au modèle colonial habituel, chaque compagnie ayant un capitaine, un lieutenant, un enseigne, deux sergents, deux caporaux, deux anspessades et 44 soldats, dont un tambour. Compte tenu de l'isolement de la colonie, la garnison garde un effectif relativement fort, 184 hommes, bons et mauvais par rapport à un effectif permis de 200, selon un rapport du gouverneur Jacques-François de Monbeton de Brouillan en 1705.
| Compagnies franches de la Marine en Acadie | Compagnies franches de la Marine en Acadie | Compagnies franches de la Marine en Acadie | Compagnies franches de la Marine en Acadie | Compagnies franches de la Marine en Acadie | Compagnies franches de la Marine en Acadie |
| Années                                     | Années                                     | Compagnie                                  | Soldats                                    | Officiers                                  |                                            |
| ------------------------------------------ | ------------------------------------------ | ------------------------------------------ | ------------------------------------------ | ------------------------------------------ | ------------------------------------------ |
| 1685                                       |                                            | 1                                          | 30                                         | 1                                          |                                            |
| 1688                                       |                                            | 1                                          | 60                                         | 1                                          |                                            |
| 1689                                       |                                            | 1                                          | 90                                         | 2                                          |                                            |
| 1691                                       |                                            | -                                          | 40                                         | 5                                          |                                            |
| 1696                                       |                                            | 2                                          | 100                                        | 6                                          |                                            |
| 1702                                       |                                            | 4                                          | 200                                        | 12                                         |                                            |